# Aeroporto de Belém/Brigadeiro Protásio de Oliveira
O antigo Aeroporto Brigadeiro Protásio de Oliveira. (ICAO: SBJC) esteve situado na cidade de Belém, estado do Pará.

## História
O então Aeroporto Júlio Cesar teve a sua origem em 1936 no chamado Campo de Souza, em terras adquiridas pelo então Ministério da Guerra. No local, foi instalado o núcleo do 7º Regimento de Aviação. Em 1937, foi fundado o Aeroclube do Pará, destinado à formação de pilotos civis, que passou a utilizar também esse campo de aviação.
Com a criação do Ministério da Aeronáutica, em 1941, foi instalado na área do Campo de Souza, em 1945, o Parque de Material Aeronáutico de Belém.
Passados 31 anos de uso militar, somente em agosto de 1976 o aeródromo foi homologado e aberto ao tráfego aéreo de uso público, com a denominação de Aeroporto Júlio Cesar. O aeroporto passou então a ser explorado comercialmente, sob a jurisdição do Departamento de Aviação Civil.
Em 1980, a administração do então Aeroporto Júlio Cesar passou para a Infraero, ficando a sua infra-estrutura de navegação aérea a cargo da TASA, ambas então vinculadas ao Ministério da Aeronáutica.
Com a absorção da TASA pela Infraero em 1996, os órgãos da navegação aérea passaram a ser subordinados a esta.
O aeroporto foi desativado na véspera de Ano Novo e seu espaço será substituído pelo projeto "Parque da Cidade", similar ao visto nos moldes do Parque do Ibirapuera em São Paulo, que teve suas obras previstas para iniciar no primeiro semestre de 2022, mas só oficializado em 19 de maio de 2023. Em uma última transmissão registrada, o coordenador de voo emitiu os seguintes dizeres:
"Atenção todas as aeronaves na escuta da Torre Protásio! Informo que está é a última transmissão da Torre Protásio. Os colaboradores agradecem por todos esses anos de colaboração, parceria e cortesia no aeródromo. Este que ajudou a formar muitas carreiras, personalidades, amizades e grandes profissionais da aviação. Sempre lembraremos dos momentos de aprendizado. Agora, levamos conosco a história, para que jamais seja esquecida. A Torre Protásio, muito respeitosamente, deseja a todos um feliz e ótimo 2022. Agora, frequência livre para sempre".
Após o encerramento das operações do Brigadeiro Protásio, todas suas atividades de taxi aéreo foram transferidas para o Aeroporto Internacional de Belém